# Portretul oval
„Portretul oval” (în engleză The Oval Portrait) este o povestire scrisă de Edgar Allan Poe în care sunt descrise circumstanțele tulburătoare din jurul unui portret aflat într-un castel. Este una dintre cele mai scurte povestiri ale sale, având doar două pagini la publicarea ei inițială în 1842.

## Rezumat
Povestea începe cu un narator rănit care caută refugiu într-un conac abandonat din Munții Apenini, fără a se da nicio explicație pentru rana sa. El își petrece timpul admirând operele de artă care decorează camera ciudată în care zăcea și răsfoind un volum care „avea ca scop să critice și să descrie” picturile. El descoperă în cele din urmă o pictură care îl șochează prin realismul ei extrem, la care el se referă ca la o „absolută asemănare cu viața a expresiei”. El petrece un moment („timp de o oră, poate”, i se spune cititorului), în venerație tăcută până când nu mai poate suporta să se uite, apoi consultă volumul pentru o căuta o explicație.
Restul povestirii este o selecție din volumul în care este descris modul în care a fost realizată pictura - o povestire în povestire. Cartea explică faptul că pictura a fost realizată de un artist excentric care și-a reprezentat tânăra sa soție, dar că a devenit din ce în ce mai obsedat de pictură, până când nu i-a mai acordat nicio atenție femeii pe care o picta. Când a terminat pictura, el rămâne îngrozit în fața propriei sale opere și exclamă: „E viața însăși!” Apoi, el s-a întors să-și vadă soția și a constatat că ea murise și spiritul ei fusese transferat în pictura asemănătoare cu viața.

## Istoricul publicării
„Portretul oval” a fost publicată inițial ca o versiune mai lungă intitulată „Life in Death” în numărul din aprilie 1842 al revistei Graham's Magazine din Philadelphia. „Life in Death” includea câteva paragrafe introductive care explicau modul în care naratorul a fost rănit și că el a consumat opiu pentru a-și calma durerea. Poe a eliminat această introducere probabil pentru că nu era deosebit de relevantă și ar fi lăsat impresia că povestea nu era nimic mai mult decât o halucinație. Versiunea mai scurtă, redenumită „Portretul oval”, a fost publicată în numărul din 26 aprilie 1845 al ziarului Broadway Journal.
Prima traducere în limba română a fost publicată sub pseudonimul D'Artanian în anul 1887 în Revista literară. O altă traducere a fost publicată în ziarul Națiunea, anul X (1891), nr. 2527-2533, împreună cu „Cărăbușul de aur” și „Hopa-Hop” într-o serie intitulată „Povești năzdrăvane”. Povestirea a fost tradusă apoi de către „Șt. P.” (cel mai probabil Ștefan Petică) și inclusă în volumul Scrisoarea furată, Ruina casei Usher, Pisica neagră, Portretul oval și alte povestiri extraordinare, editat în 1897 de Institutul de Editură Ralian și Ignat Samitca din Craiova. O altă traducere în limba română a fost realizată de Nicolae Dașcovici și publicată în vol. Povestiri Extraordinare, editat în 1911 de Editura Cartea Românească din București, în Biblioteca „Minerva”, nr. 118. 
Povestirea a fost tradusă apoi de Mihu Dragomir și Constantin Vonghizas și publicată în vol. Scrieri alese, editat în 1979 de Editura Univers din București. Traduceri noi au fost realizate de Liviu Cotrău (publicată în volumul Masca Morții Roșii: schițe, nuvele, povestiri (1831-1842), editat în 2012 de Editura Polirom din Iași) și de Gabriel Mălăescu (publicată sub titlul „Portretul oval” în volumul Portretul oval, editat în 2014 de Editura MondoRo din București).

## Analiză
Ideea centrală a povestirii rezidă în relația confuză dintre artă și viață. În „Portretul oval”, arta și dependența față de aceasta sunt descrise ca fiind în cele din urmă criminale, responsabile pentru moartea tinerei soții. În acest context, se poate pune semnul egal între artă și moarte, în timp ce relația dintre artă și viață este considerată, prin urmare, ca o rivalitate. Potrivit teoriei lui Poe, rolul poeziei ca formă de artă este crearea ritmică de frumusețe, iar subiectul cel mai poetic din lume este moartea unei femei frumoase (vezi „The Philosophy of Composition”). „Portretul oval” sugerează că frumusețea femeii a condamnat-o la moarte.
Poe sugerează în povestire că arta poate dezvălui caracterul malefic sau vinovat al artistului, îl poate subjuga pe artist și chiar poate distruge viața pe care a modelat-o în artă.

### Teme majore
- Monomania – vezi și „Berenice”, „The Man of the Crowd”
- Moartea unei femei frumoase – vezi și „Ligeia”, „Morella”

## Recepție critică și impact
Povestirea a inspirat elemente din romanul Portretul lui Dorian Gray (1891) al lui Oscar Wilde. Cu cinci ani înainte de publicarea romanului, Wilde a lăudat expresia ritmică a lui Poe. În romanul lui Wilde, portretul dezvăluie treptat caracterul malefic al subiectului său și nu cel al artistului.
O intrigă similară este folosită și în povestirea „The Birth-Mark” (1843) a lui Nathaniel Hawthorne.
Există elemente similare în Prăbușirea Casei Usher, precum pictorul, iubita/modelul său într-un cadru de la distanță și mai ales obsesiile lor cu privire la obiecte neînsuflețite care sunt vii (casa familiei Usher, pictura în „Portretul oval”). Cineastul francez Jean Epstein a făcut în 1928 La Chute de la Maison Usher, care combină ambele povestiri. Artistul Richard Corben le-a combinat în filmul său din 2012, după ce le-a adaptat pe fiecare dintre ele.
Regizorul francez Jean-Luc Godard a citat pasaje din povestire în filmul Vivre sa vie (1962). Mulți au văzut aceasta ca o recunoaștere de către Godard a complexității folosirii soției sale Anna Karina în rolul principal din filmele sale.
Piesa The Oval Portrait (2002) a lui Lance Tait este inspirată de povestirea lui Poe. Laura Grace Pattillo a scris în The Edgar Allan Poe Review (2006): „[Tait] preia narațiunea lui Poe și o transformă într-un dialog ce intrigă între Model și Portret. Starea de spirit a piesei este un pic diferită față de cea din lucrarea originală a lui Poe și nu reiese clar la sfârșit dacă Modelul va muri de fapt (la propriu sau la figurat), la fel ca în povestirea lui Poe, dar Tait trebuie să fie lăudat pentru crearea dialogului care face povestirea lui Poe să prindă viață dincolo de limitările narative ale prozei originale”.